# 2150 Nyctimene
2150 Nyctimene este un asteroid din centura principală, descoperit pe 13 octombrie 1977 de William Sebok.